# Opistognathus margaretae
Opistognathus margaretae is een straalvinnige vissensoort uit de familie van kaakvissen (Opistognathidae). De wetenschappelijke naam van de soort is voor het eerst geldig gepubliceerd in 1983 door Smith-Vaniz.